# Wallace, Nebraska
Wallace är en ort (village) i Lincoln County i Nebraska. Vid 2010 års folkräkning hade Wallace 366 invånare.